# Lisa Nolte
Lisa Marie Nolte (Krefeld, 5 de febrero de 2001) es una jugadora alemana de hockey sobre césped.

## Trayectoria
Nolte debutó con la selección alemana en 2019. En 2024 fue subcampeona de la Pro League 2023/24, por detrás de Países Bajos. Tuvo su primera participación olímpica en los Juegos Olímpicos de París 2024. En el torneo terminó tercera en su grupo y avanzó a cuartos de final, donde perdió en los penales, contra Argentina después de empatar 1 a 1.